# Mimi Pollak
Mimi Pollak, egentligen Maria Helena Pollak, född 9 april 1903 i stadsdelen Haga i Karlstad i Värmland, död 11 augusti 1999 i Stockholm, var en svensk skådespelare och regissör.

## Biografi

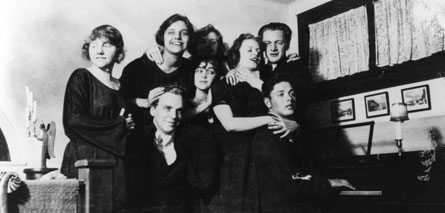
Dramatens elevskoleklass 1922–1924: Från vänster Lena Cederström, Karl-Magnus Thulstrup, Mona Mårtenson, Mimi Pollak, Vera Schmiterlöw, Greta Garbo, Alf Sjöberg och Håkan Westergren

Mimi Pollaks föräldrar var österrikiska judar men av kristen konfession; fadern var ingenjör och modern konsertpianist. Mimi Pollak genomgick Dramatens elevskola 1922–1924, där hon bland annat var klasskamrat med Greta Garbo och regissören Alf Sjöberg. Det var just Mimi Pollak som hittade på Greta Garbos artistnamn Garbo.
Hon var 1924–1925 engagerad vid Helsingborgs stadsteater, 1925–1931 vid Komediteatern, 1931–1932 vid Oscarsteatern och 1932–1942 vid Blancheteatern med avbrott för säsongen 1934–1935 då hon var knuten till Göteborgs stadsteater. Från 1942 tillhörde hon Dramaten och började samma år även undervisa i scenkonst vid Dramatens elevskola.
Med Jean Genets Jungfruleken blev Pollak 1948 Dramatens första kvinnliga regissör. Hon var huvudsakligen verksam som skådespelare på Dramaten under 1940- till 1950-talet och sedan som regissör under 1950- till 1970-talet. Hon regisserade ett 60-tal pjäser och gjorde även ett 30-tal roller på film och TV.
Pollak var 1927–1938 gift med skådespelaren Nils Lundell, som hon fick en son med. Hon är begravd på Lidingö kyrkogård.

## Filmografi (urval)

### Roller
- 1922 – Amatörfilmen
- 1923 – Andersson, Pettersson och Lundström
- 1926 – Sven Klingas levnadsöde
- 1938 – Den stora kärleken
- 1940 – Mannen som alla ville mörda
- 1940 – Med dej i mina armar
- 1940 – En, men ett lejon
- 1941 – Spökreportern
- 1942 – Lågor i dunklet
- 1942 – Vi hemslavinnor
- 1943 – Kajan går till sjöss
- 1946 – Bröder emellan
- 1947 – Den långa vägen
- 1947 – Supé för två
- 1947 – Sjätte budet
- 1949 – Skolka skolan
- 1949 – Bara en mor
- 1949 – Gatan
- 1951 – Sommarlek
- 1955 – Mord, lilla vän
- 1964 – Klänningen
- 1965 – Nattmara
- 1971 – Emil i Lönneberga
- 1976 – Långt borta och nära
- 1978 – Höstsonaten
- 1979 – Kristoffers hus
- 1979 – I frid och värdighet
- 1979 – Koillisväylä
- 1979 – Selambs (TV-serie)
- 1982 – Ingenjör Andrées luftfärd
- 1982 – Avskedet
- 1984 – Sömnen
- 1985 – August Strindberg ett liv (TV-serie)
- 1986 – Amorosa
- 1986 – På liv och död
- 1986 – Gösta Berlings saga (TV-serie)
- 1986 – Sammansvärjningen (TV-serie)
- 1989 – Kronvittnet
- 1989 – Kajsa Kavat
- 1990 – Hemligheten
- 1991 – Midsommar
- 1991 – Agnes Cecilia – en sällsam historia

### Regi
- 1950 – Mamma gör revolution
- 1953 – Malin går hem
- 1956 – Rätten att älska

## Teater

### Roller
| År   | Roll                             | Produktion                                                      | Regi                      | Teater                   |
| ---- | -------------------------------- | --------------------------------------------------------------- | ------------------------- | ------------------------ |
| 1922 | Hermine Desmignères              | Äventyret Gaston Arman de Caillavet och Robert de Flers         | Karl Hedberg              | Dramaten                 |
| 1923 | Aktris                           | Ett resande teatersällskap August Blanche                       | Gustaf Linden             | Dramaten                 |
| 1924 | Gaspara                          | Mors rival                                                      | Gustaf Linden             | Dramaten                 |
| 1924 | Blanche Collonges                | Hans rätta hustru Jacques Bousquet och Henri Falk               | Hjalmar Peters            | Helsingborgs stadsteater |
| 1924 | Juanita de la Plata              | Fröken Pascal Martial Piéchaud                                  | Gerda Lundequist-Dalström | Helsingborgs stadsteater |
| 1924 | Yvonne Sérigny                   | Främlingen Paul Armont och Louis Verneuil                       | Hjalmar Peters            | Helsingborgs stadsteater |
| 1924 | Ann                              | Till främmande hamn Sutton Vane                                 | Torsten Hammarén          | Helsingborgs stadsteater |
| 1924 | Lotta                            | Värmlänningarna Fredrik August Dahlgren och Andreas Randel      | Hjalmar Peters            | Helsingborgs stadsteater |
| 1925 | Margareta                        | Dagens hjälte Carlo Keil-Möller                                 | Torsten Hammarén          | Helsingborgs stadsteater |
| 1925 | Burke                            | Vår lilla fru Avery Hopwood                                     | Torsten Hammarén          | Helsingborgs stadsteater |
| 1925 | Ester                            | Thora van Deken Henrik Pontoppidan och Hjalmar Bergstrøm        | Gerda Lundequist-Dalström | Helsingborgs stadsteater |
| 1925 | Lecksy                           | Dubbelexponering Avery Hopwood                                  | Mathias Taube             | Blancheteatern           |
| 1926 | Pif                              | Chou-Chou Jacques Bousqeet och Alexandre Madis                  | Einar Fröberg             | Blancheteatern           |
| 1926 | Kate Tanner                      | En tillfällig äkta man Edward A. Paulton                        | Einar Fröberg             | Blancheteatern           |
| 1927 | Amy Spettigue                    | Charleys tant Brandon Thomas                                    | Elis Ellis                | Djurgårdsteatern         |
| 1927 | Mary Lenley                      | Mysteriet Milton Edgar Wallace                                  | Ernst Eklund              | Komediteatern            |
| 1928 | Giséle                           | Den fångna Édouard Bourdet                                      | Ernst Eklund              | Komediteatern            |
| 1928 | Ingrid, fru Berndts systerdotter | Mördaren Hildur Dixelius                                        | Ernst Eklund              | Komediteatern            |
| 1929 | Dolly                            | S.k. kärlek Edwin J. Burke                                      | Harry Roeck-Hansen        | Djurgårdsteatern         |
| 1929 | Krog-Jenny                       | Tolvskillingsoperan Bertolt Brecht och Kurt Weill               | Ernst Eklund              | Komediteatern            |
| 1931 |                                  | Peter Pan J.M. Barrie                                           | Pauline Brunius           | Oscarsteatern            |
| 1931 | Gracie                           | 9 till 6 Aimée Stuart och Philip Stuart                         | Pauline Brunius           | Oscarsteatern            |
| 1931 | Marie-Anne de Saint-Ponts        | Mozart Sacha Guitry                                             | Ragnar Hyltén-Cavallius   | Oscarsteatern            |
| 1931 | Wanda                            | Peter Pan J.M. Barrie                                           | Palle Brunius             | Oscarsteatern            |
| 1932 |                                  | Juvelstölden Ladislas Fodor                                     | Nils Johannisson          | Oscarsteatern            |
| 1932 | Yvonne Sérigny Catrine           | Hotellrummet Pierre Rocher                                      | Harry Roeck-Hansen        | Blancheteatern           |
| 1932 | Lotta Klock                      | Urspårad Karl Schlüter                                          | Svend Gade                | Blancheteatern           |
| 1932 | Zulma                            | Obs, nymålat René Fauchois                                      | Harry Roeck-Hansen        | Blancheteatern           |
| 1933 | Anna                             | Hela havet stormar Ronald Mackenzie                             | Per Lindberg              | Blancheteatern           |
| 1933 | Maria                            | April, april eller Vad ni vill William Shakespeare              | Per Lindberg              | Blancheteatern           |
| 1933 | Helen Hallam                     | Vi Hallams Rose Franken                                         | Knut Martin               | Blancheteatern           |
| 1933 | Claire                           | Spillror Dicte Sjögren                                          | Harry Roeck-Hansen        | Blancheteatern           |
| 1934 | Pattie                           | Strumpebandet Avery Hopwood                                     | Harry Roeck-Hansen        | Blancheteatern           |
| 1934 | Julia Wilson                     | Ingen rädder Allan Scott och George Height                      | Knut Martin               | Blancheteatern           |
| 1934 | Medverkande                      | Razzia, revy Kar de Mumma                                       | Harry Roeck-Hansen        | Blancheteatern           |
| 1935 |                                  | Karusellen snurrar J.B. Priestley                               | Sandro Malmquist          | Göteborgs stadsteater    |
| 1936 | Tonie                            | Getingboet G.S. Donisthorpe                                     | Harry Roeck-Hansen        | Blancheteatern           |
| 1936 | Mary Tilford                     | De oskyldiga Lillian Hellman                                    | Harry Roeck-Hansen        | Blancheteatern           |
| 1936 | Silverne Källa                   | En dotter av Kina Hsiung Shih-i                                 | Johan Falck               | Blancheteatern           |
| 1937 | Drottning Marthe                 | Kunglighet Robert E. Sherwood                                   | Harry Roeck-Hansen        | Blancheteatern           |
| 1937 | Mollen Svane                     | Hans första premiär Svend Rindom                                | Harry Roeck-Hansen        | Blancheteatern           |
| 1937 | Anne Purdy                       | Min son är min David Herbert Lawrence                           | Harry Roeck-Hansen        | Blancheteatern           |
| 1937 | Wanda                            | Därom tiger munnen Roger Martin du Gard                         | Per Lindberg              | Blancheteatern           |
| 1938 |                                  | I de bästa familjer, revy Kar de Mumma                          | Leif Amble-Naess          | Blancheteatern           |
| 1938 |                                  | Kar de Mummas sommarrevy                                        |                           | Blancheteatern           |
| 1938 | Miss Orley                       | Min hustru doktor Carson St. John Greer Ervine                  | Harry Roeck-Hansen        | Blancheteatern           |
| 1939 | Félicité                         | Madame Bovary Gaston Baty                                       | Harry Roeck-Hansen        | Blancheteatern           |
| 1939 | Madeleine                        | Vanartiga föräldrar Jean Cocteau                                | Harry Roeck-Hansen        | Blancheteatern           |
| 1939 | Lady Sibyl Helston               | Vibrationer Charles Morgan                                      | Harry Roeck-Hansen        | Blancheteatern           |
| 1940 | Miss Birchall                    | Tony ritar en häst Lesley Storm                                 | Harry Roeck-Hansen        | Blancheteatern           |
| 1940 | Sally Pratt                      | Här har jag varit förut John Boynton Priestley                  | Harry Roeck-Hansen        | Blancheteatern           |
| 1940 | Florence Goodman                 | Hyggliga människor Irwin Shaw                                   | Olof Molander             | Blancheteatern           |
| 1940 | Mandy                            | Plats för leende S. N. Behrman                                  | Harry Roeck Hansen        | Blancheteatern           |
| 1941 | Sonja                            | Onkel Vanja Anton Tjechov                                       | Harry Roeck-Hansen        | Blancheteatern           |
| 1941 | Mrs Watty                        | Nya skördar                                                     | Carlo Keil-Möller         | Dramaten                 |
| 1941 | Döv-Anna                         | Midsommardröm i fattighuset Pär Lagerkvist                      | Per Lindberg              | Blancheteatern           |
| 1942 | Proserpine Garnett               | Candida George Bernard Shaw                                     | Harry Roeck-Hansen        | Blancheteatern           |
| 1942 | Nastja                           | På livets botten Maksim Gorkij                                  | Jura Tamkin               | Blancheteatern           |
| 1942 | Fan                              | Sol i dimma Emlyn Williams                                      | Harry Roeck-Hansen        | Blancheteatern           |
| 1942 |                                  | Det glada fyrtiotalet Kar de Mummas jubileumsrevy               | Leif Amble-Naess          | Blancheteatern           |
| 1942 | Sigga                            | Rid i natt! Vilhelm Moberg                                      | Rune Carlsten             | Dramaten                 |
| 1942 | Fästmön                          | Spöksonaten August Strindberg                                   | Olof Molander             | Dramaten                 |
| 1942 | Emily                            | Kära släkten                                                    | Rune Carlsten             | Dramaten                 |
| 1943 | Grevinnan de la Brière           | Vad varje kvinna vet                                            | Carlo Keil-Möller         | Dramaten                 |
| 1944 | Jessica                          | Köpmannen i Venedig William Shakespeare                         | Alf Sjöberg               | Dramaten                 |
| 1944 | Mamsell Rosennase                | Rika morbror                                                    | Stig Torsslow             | Dramaten                 |
| 1944 | Harmoni Blåvinge                 | De vackra människorna                                           | Alf Sjöberg               | Dramaten                 |
| 1944 | Leonardas svärmor                | Blodsbröllop Federico Garcia Lorca                              | Alf Sjöberg               | Dramaten                 |
| 1945 | Fröken                           | Asmodeus                                                        | Stig Torsslow             | Dramaten                 |
| 1945 | Charlotte                        | Idolerna                                                        | Rune Carlsten             | Dramaten                 |
| 1946 | Amanda Wingfield                 | Glasmenageriet Tennessee Williams                               | Stig Torsslow             | Dramaten                 |
| 1946 | Charlotte Ivanovna               | Körsbärsträdgården Anton Tjechov                                | Olof Molander             | Dramaten                 |
| 1947 | Grevinnan de Lorche              | Markurells i Wadköping Hjalmar Bergman                          | Rudolf Wendbladh          | Dramaten                 |
| 1947 | Manse                            | Två skälmar i paradiset                                         | Göran Gentele             | Dramaten                 |
| 1947 | Fröken Sönstegård                | Kranes konditori                                                | Rune Carlsten             | Dramaten                 |
| 1947 | Martirio                         | Bernardas hus Federico Garcia Lorca                             | Alf Sjöberg               | Dramaten                 |
| 1948 | Jeanette                         | En vildfågel Jean Anouilh                                       | Rune Carlsten             | Dramaten                 |
| 1948 | Mrs Candour                      | Skandalskolan                                                   | Rune Carlsten             | Dramaten                 |
| 1948 | Madame                           | Jungfruleken Jean Genet                                         | Mimi Pollak               | Dramaten                 |
| 1948 | Violet, Amys yngre syster        | Släktmötet T S Eliot                                            | Alf Sjöberg               | Dramaten                 |
| 1950 | Cecilia                          | Hus med dubbel ingång                                           | Göran Gentele             | Dramaten                 |
| 1950 | Constance, tokiga frun i Passy   | Tokiga grevinnan Jean Giraudoux                                 | Olof Molander             | Dramaten                 |
| 1950 | Mlle Poussier                    | Chéri Colette                                                   | Mimi Pollak               | Dramaten                 |
| 1951 | Lady Dorothée India              | Dans under stjärnorna                                           | Mimi Pollak               | Dramaten                 |
| 1952 | Medverkande                      | Vår i Paris                                                     | Rune Carlsten             | Dramaten                 |
| 1953 | Mamsell                          | Fröken Rosita, eller Blommornas språk                           | Mimi Pollak               | Dramaten                 |
| 1961 | Drottning Eleanor                | Kung John (The Life and Death of King John) William Shakespeare | Alf Sjöberg               | Dramaten                 |
| 1990 | Vojnitskaja Maria                | Onkel Vanja Anton Tjechov                                       | Christian Tomner          | Dramaten                 |

### Regi
| År   | Produktion                                                            | Upphovsmän                                      | Teater                                           |
| ---- | --------------------------------------------------------------------- | ----------------------------------------------- | ------------------------------------------------ |
| 1948 | Jungfruleken                                                          | Jean Genet                                      | Dramaten                                         |
| 1949 | Leka med elden                                                        |                                                 | Dramaten                                         |
| 1949 | Bröllopet på Seine                                                    |                                                 | Dramaten                                         |
| 1949 | Älskar - älskar inte                                                  |                                                 | Dramaten                                         |
| 1950 | Björnen                                                               |                                                 | Dramaten                                         |
| 1950 | Fruns salig mor (Spektakel från sekelskiftet)                         | Georges Feydeau                                 | Dramaten                                         |
| 1950 | Tragiker mot sin vilja                                                |                                                 | Dramaten                                         |
| 1950 | Kom in!                                                               |                                                 | Dramaten                                         |
| 1950 | Chéri                                                                 | Colette                                         | Dramaten                                         |
| 1951 | Dags att leva                                                         | Nils Kjellström                                 | Dramaten                                         |
| 1951 | Dans under stjärnorna                                                 |                                                 | Dramaten                                         |
| 1951 | Fallna änglar                                                         | Noel Coward                                     | Dramaten                                         |
| 1951 | Kalla mig Ismael                                                      | Per-Erik Rundquist                              | Dramaten                                         |
| 1952 | Stolpsängen                                                           |                                                 | Dramaten                                         |
| 1952 | Colombe                                                               | Jean Anouilh                                    | Dramaten                                         |
| 1952 | Kärlek i Albanien                                                     |                                                 | Dramaten                                         |
| 1952 | Din nästas huvud                                                      | Marcel Aymé                                     | Dramaten                                         |
| 1953 | Fröken Rosita, eller Blommornas språk                                 |                                                 | Dramaten                                         |
| 1953 | En månad på landet                                                    |                                                 | Dramaten                                         |
| 1953 | Liolà                                                                 | Luigi Pirandello                                | Dramaten                                         |
| 1954 | Getternas ö                                                           |                                                 | Dramaten                                         |
| 1954 | Förälskad i kärleken                                                  | Gaston Arman de Caillavet och Robert de Flers   | Dramaten                                         |
| 1954 | Mariana Pineda                                                        | Federico Garcia Lorca                           | Dramaten                                         |
| 1955 | Kittelflickarens bröllop                                              |                                                 | Dramaten                                         |
| 1955 | Ritten till havet                                                     |                                                 | Dramaten                                         |
| 1955 | Flykten till Medea                                                    | Bertil Peterson                                 | Dramaten                                         |
| 1956 | Lyckliga dagar                                                        |                                                 | Dramaten                                         |
| 1956 | Ornilfe                                                               |                                                 | Dramaten                                         |
| 1956 | Den galanta skomakarfrun                                              |                                                 | Dramaten                                         |
| 1956 | Tredje personen                                                       | Louis Verneuil                                  | Malmö stadsteater                                |
| 1957 | Ungdom i fjällen                                                      |                                                 | Dramaten                                         |
| 1957 | Häxan i Atlasbergen                                                   |                                                 | Dramaten                                         |
| 1957 | Kroppkakan                                                            |                                                 | Dramaten                                         |
| 1958 | Ljusstaken                                                            |                                                 | Dramaten                                         |
| 1958 | Mister Ernest                                                         | Oscar Wilde                                     | Dramaten                                         |
| 1958 | Två på gungbrädet                                                     | William Gibson                                  | Dramaten                                         |
| 1959 | Toreadorvalsen                                                        |                                                 | Dramaten                                         |
| 1959 | Den hundrade natten                                                   |                                                 | Dramaten                                         |
| 1959 | Sidentrumman                                                          |                                                 | Dramaten                                         |
| 1959 | Solfjädern                                                            | Oscar Wilde                                     | Dramaten                                         |
| 1959 | Doft av honung                                                        |                                                 | Dramaten                                         |
| 1960 | Kungen ur leken                                                       |                                                 | Dramaten                                         |
| 1960 | Låtsaslek                                                             |                                                 | Dramaten                                         |
| 1960 | Tionde mannen                                                         |                                                 | Dramaten                                         |
| 1961 | Candida                                                               | George Bernard Shaw                             | Dramaten                                         |
| 1961 | Kattorna                                                              | Walentin Chorell                                | Dramaten                                         |
| 1962 | Skogen                                                                |                                                 | Dramaten                                         |
| 1962 | Lyckans dar                                                           |                                                 | Dramaten                                         |
| 1963 | Victor eller När barnen tar makten                                    | Roger Vitrac                                    | Dramaten                                         |
| 1963 | Anne Franks dagbok                                                    |                                                 | Dramaten                                         |
| 1964 | Doktorerna                                                            |                                                 | Dramaten                                         |
| 1964 | Celestina                                                             |                                                 | Dramaten                                         |
| 1964 | Svalorna                                                              |                                                 | Dramaten                                         |
| 1965 | Lek ej med kärleken                                                   | Alfred de Musset                                | Dramaten                                         |
| 1966 | Anatol                                                                |                                                 | Dramaten                                         |
| 1966 | Tre trappor utan hiss med en delvis skymd utsikt över Golden Gatebron | Bill Manhoff                                    | Scalateatern                                     |
| 1966 | I afton improviserar vi Questa sera se recita a soggetto              | Luigi Pirandello                                | Dramaten                                         |
| 1967 | Älskar - älskar inte                                                  |                                                 | Dramaten                                         |
| 1967 | Glada änkan                                                           |                                                 | Oscarsteatern                                    |
| 1968 | Leva loppan                                                           |                                                 | Dramaten                                         |
| 1968 | Mördarnas natt                                                        |                                                 | Dramaten                                         |
| 1969 | Carl XVI Joseph                                                       | Arne Törnqvist                                  | Dramaten                                         |
| 1970 | Kasimir och Karoline                                                  |                                                 | Dramaten                                         |
| 1970 | Borgaren och Marx                                                     |                                                 | Dramaten                                         |
| 1971 | Tartuffe                                                              | Molière                                         | Dramaten                                         |
| 1972 | Välkommen                                                             | Allan Edwall                                    | Dramaten                                         |
| 1972 | Mandatet                                                              |                                                 | Dramaten                                         |
| 1973 | Gustav III                                                            | August Strindberg                               | Norrköping-Linköping stadsteater                 |
| 1973 | Mondäna kretsar                                                       |                                                 | Dramaten                                         |
| 1974 | Anatol                                                                | Arthur Schnitzler Översättning Per Erik Wahlund | Helsingborgs stadsteater                         |
| 1986 | Kärleksdrycken L'elisir d'amore                                       | Gaetano Donizetti och Felice Romani             | Musikdramatiska skolan Gästspel på Oscarsteatern |

## Radioteater

### Regi
| År   | Produktion     | Upphovsmän     |
| ---- | -------------- | -------------- |
| 1954 | Vår ofödde son | Vilhelm Moberg |